# Cultural y Deportiva Leonesa (baloncesto)
La Cultural y Deportiva Leonesa (baloncesto) es un equipo de baloncesto de la ciudad de León, creado oficialmente el 22 de junio de 2022 y que actualmente juega en Segunda FEB.
La Cultural y Deportiva Leonesa de baloncesto nació gracias a la iniciativa de Felipe Lamazares, respaldado por la Aspire Academy, propietaria de la Cultural y Deportiva Leonesa con la intención de dar una mayor amplitud a su proyecto en la ciudad, con la absorción y cooperación de los dos equipos existentes en la ciudad de León hasta esa fecha, el Basket León y el Reino de León, con el respaldo de sus respectivas canteras, herederos del baloncesto de la ciudad leonesa desde la desaparición del Club Baloncesto León en 2012.
La Cultural unifica en su primer equipo los dos equipos senior de los clubs existentes, ocupó la plaza del Basket León y por su parte el CB Reino de León renunció a su plaza en liga EBA descendiendo una categoría para ser equipo vinculado ejerciendo de primer filial. Asume la cantera del Colegio leonés por parte del Basket León y firma un convenio de colaboración con la cantera del Agustinos del Baloncesto Reino de León, en lo que se presume como una apuesta clara por devolver el baloncesto de élite a la ciudad de León.

## Historia

### Los inicios (2022-act.)
Comenzó su andadura deportiva en Liga EBA dirigidos por Luis Castillo, hasta entonces entrenador del Basket León. El equipo en su primer año se compuso por una selección, por parte de los técnicos, de los mejores jugadores de las plantillas de los dos clubes absorbidos por la Cultural y Deportiva Leonesa. Contó con un equipo filial en Liga Nacional y dos equipos juniors, a partir de ese nivel la cantera se divide, conservando las estructuras de Basket León, que se convirtió en Cultural Leonesa - Colegio Leonés y la estructura del Reino de León como equipo vinculado.
Tras dos años en liga EBA, el 12 de mayo de 2024, la Cultural consigue el ascenso en Gandía a la liga LEB Plata, al vencer en la final por el ascenso al Jaén.   

## Datos y estadísticas del club
- Temporadas en ACB: 0
- Temporadas en Primera FEB: 0
- Temporadas en Segunda FEB: 1 (incluida la 2024/25)
- Temporadas en Tercera FEB: 2
- Mejor puesto en la liga: 1ª (Liga EBA 2023-24)
- Peor puesto en la liga: 4ª (Liga EBA 2022-23)
- Mejor temporada: 2023/24, ascenso a LEB Plata.
- Techo histórico: 1ª (Liga EBA 2023-24)
- Más partidos disputados en el club:
- Máximo anotador de la historia del club: Fede Copes
- Número de abonados: 2.100 (13 de enero de 2025)
- Récord de abonados: 2.100 (temporada 2024/25 en Segunda FEB)

## Organigrama deportivo

### Altas y bajas 2024/25

#### Altas
| Altas              |          |                               |        |       |
| Jugador            | Posición | Procedencia                   | Tipo   | Costo |
| Mohamed Fares Ochi | Pívot    | Club Africain                 | Libre  | 0€    |
| Fran Staine        | Alero    | Stephen F. Austin Lumberjacks | Libre  | 0€    |
| Isaac Vázquez      | Base     | Club Ourense Baloncesto       | Cesión | 0€    |

#### Bajas
| Bajas           |           |              |                 |       |
| Jugador         | Posición  | Destino      | Tipo            | Costo |
| Miki Botas      | Base      | Bandera de ? | Fin de contrato | 0€    |
| Óscar González  | Ala-pivot | Bandera de ? | Fin de contrato | 0€    |
| Sergio Martínez | Pivot     | Bandera de ? | Fin de contrato | 0€    |
| Fede Copes      | Escolta   | Bandera de ? | Fin de contrato | 0€    |

## Evolución histórica en Liga

### Temporada a temporada 2022-2047
| Temporada | División    | Posición |
| --------- | ----------- | -------- |
| 2022/23   | EBA         | 4º       |
| 2023/24   | EBA         | 1º       |
| 2024-25   | Segunda FEB | -        |
| -         | -           | -        |
| -         | -           | -        |
| -         | -           | -        |
| -         | -           | -        |
| -         | -           | -        |
| -         | -           | -        |
| -         | -           | -        |
| -         | -           | -        |
| -         | -           | -        |
| -         | -           | -        |
| -         | -           | -        |
| -         | -           | -        |
| -         | -           | -        |
| -         | -           | -        |
| -         | -           | -        |
| -         | -           | -        |
| -         | -           | -        |
| -         | -           | -        |
| -         | -           | -        |
| -         | -           | -        |
| -         | -           | -        |
| -         | -           | -        |

### Cronología de Entrenadores
| \| Nombre \| Inicio \| Fin \| Temporada \| Títulos \| Pos. \| \| ------------- \| ---------- \| ---- \| --------- \| -------------------- \| ---- \| \| Luis Castillo \| 22/06/2022 \| ACT. \| 2022-2023 \| - \| 4º \| \| Luis Castillo \| 22/06/2022 \| ACT. \| 2023-2024 \| Acenso a Segunda FEB \| 1º \| \| Luis Castillo \| 22/06/2022 \| ACT. \| 2024-2025 \| \| \| |            |      |           |                      |      |
| Nombre | Inicio     | Fin  | Temporada | Títulos              | Pos. |
| Luis Castillo | 22/06/2022 | ACT. | 2022-2023 | -                    | 4º   |
| Luis Castillo | 22/06/2022 | ACT. | 2023-2024 | Acenso a Segunda FEB | 1º   |
| Luis Castillo | 22/06/2022 | ACT. | 2024-2025 |                      |      |

## Equipación
- Primera equipación: Camiseta blanca y pantalón blanco.
- Segunda equipación: Camiseta roja y pantalón rojo.
- Tercera equipación: Camiseta negra y pantalón negro.
- Patrocinador:
- Firma Deportiva: Kappa.

### Firma deportiva y espónsor
| Periodo   | Firma deportiva | Espónsor principal |
| --------- | --------------- | ------------------ |
| 2022-2025 |                 |                    |

## Instalaciones deportivas
La Cultural y Deportiva Leonesa disputa sus encuentros como equipo local en el Palacio de los Deportes de León.

## Simbología

### Himno
La letra y música del himno oficial de la Cultural Leonesa fue creado y compuesto por Ángel Arredondo Giraldo, y el grupo de música folclórica leonesa La Braña lo interpreta. El 29 de abril de 2007 se presentó a todos los aficionados el nuevo himno compuesto por Manuel Quijano (padre de los componentes de Café Quijano), que fue rechazado por la afición y se recuperó en los partidos el himno de Ángel Arredondo Giraldo.
En 2023 se lanza un himno especial por su centenario.

### Escudo
El escudo de la Cultural y Deportiva Leonesa se basa en un León rampante coronado y lenguado (símbolo de la ciudad de León) de color rojo, rodeado por una circunferencia también roja en la que se inserta en nombre del club: "Cultural y Deportiva Leonesa" con letras blancas, rematado en la parte superior de la circunferencia con una Corona roja, con adornos blancos y naranjas, símbolo que porta como club representativo de la capital del Viejo Reino de León. El diseño del mismo es de Máximo Sanz.
El actual diseño data de 2018. 

## Palmarés
- Copa EBA Castilla y León: 2022-23, 2023-24[15]

- Liga EBA: 2023-24[16][17]